# Israels demografi
Israels demografi övervakas av myndigheten CBS (hebreiska: הלשכה המרכזית לסטטיסטיקה). Israels befolkning var 9 364 000 år 2021, vilket gör landet till det 95:e mest folkrika landet i världen. Den summerade fruktsamheten var 3,13 barn per kvinna, vilket är högst inom OECD, och över den demografiska ersättningsnivån på 2,1. Vidare har Israel en av de lägsta medelåldrarna inom samma organisation, medelåldern uppgick till omkring 30 år 2020, och en ökning på drygt fyra år prognostiseras till 2050.
Landet har en befolkningstäthet på 431 invånare per kvadratkilometer, därmed har Israel den 5:e högsta befolkningstätheten i världen. Av Israels befolkning utgörs drygt tre fjärdedelar av judar. Utöver dem märks  palestinier (araber), tjerkesser, armenier och druser.

## Befolkningsutveckling

### Judar
Den judiska befolkningen visar påfallande stabila födelsetal fluktuerande mellan 2,5 och 3,0 per kvinna mellan 1980 och 2006, men inom den judiska befolkningen har stora förändringar ägt rum. Traditionellt har orientaliska judar haft betydligt högre födelsetal än europeiska, men då dessa grupper integrerats med varandra har religiositet istället blivit viktigaste förklaringen för skillnader i fertilitet inom den judiska gruppen.
Intra-etniskt är (2006) 33 procent av judarna israeliska (far född i Israel), 33 procent första eller andra generationens afro-asiatiska judar (orientaler) 18 procent är första eller andra generationens europeiska judar (inklusive nord- och sydamerikanska judar) och 16 procent första eller andra generationens sovjetiska judar (både orientaler och européer). Blandäktenskap mellan orientaliska och europeiska judar har fluktuerat mellan 20 och 30 procent sedan 1970.
Etniskt är den judiska befolkningen primärt uppdelad mellan ashkenazer och sefarder. Vad beträffar attityd gentemot religion kan man dela in de israeliska judarna i fyra kategorier: hiloni ("sekulära"), masorti ("traditionella"), dati ("religiösa") och haredi ("ultraortodoxa"). De sekulära utgör 49% av judarna, de traditionella 29%, de religiösa 13% och de ultraortodoxa 9%. Fertiliteten (barn per kvinna) uppskattas till mellan 6,5 och 7,5 för ultraortodoxa, 4,5 för ortodoxa och 2,0–2,3 för sekulära. Medelvärdet för judiska kvinnor är 2,75 barn per kvinna. Bland den judiska befolkningen växer ultraortodoxa och ortodoxa med 3–4 procent årligen medan den sekulära befolkningen växer med 0,9 procent exklusive invandring. Intressant för Israel är att tredje generationens israeler har högre fertilitet än första och andra generationens israeler.

### Araber
Den arabisktalande befolkningen har historiskt haft mycket höga födelsetal och snabb tillväxt. Det finns dock märkbara skillnader mellan de tre viktigaste religiösa grupperna: muslimer, kristna och druser.

#### Muslimer
Muslimerna tillhör i huvudsak sunnigrenen, men även många shiamuslimer finns bland den icke-drusiska arabisktalande befolkningen. 
Högst födelsetal har innehafts av muslimerna som genomgått tre demografiska förändringar sedan 1948. Fram till 1970-talet hade muslimska kvinnor ett födelsetal på 8–10 barn per kvinna och en tillväxttakt på över 4 procent år. Under det tidiga 1980-talet inleddes nästa fas med födelsetal fluktuerande runt 4,8–4,6 barn per kvinna med en befolkningsökning på runt 3,5 procent. Slutligen har efter 2000 nästa fas inletts med sjunkande födelsetal som ännu inte stabiliserats och som 2006 låg på 3,9 med en årlig befolkningstillväxt tillväxt på 2,7 procent. Data för de första månaderna av 2007 indikerar ett fortsatt sjunkande födelsetal.

#### Kristna
Den kristna befolkningen är till en del ättlingar till arameisktalande och grekisktalande folk som funnits i Levanten sedan bysantinsk tid, och talar arabiska som förstaspråk. De har alltid haft lägre födelsetal än muslimerna, men har liknande dessa genomgått tre demografiska faser. Fram till 1970-talet födelsetal runt 4,5–5,0, under 1980-talet runt 2,5–3,0 för att efter 2000 stabiliserats runt 2,1 barn per kvinna men med lokal variation.

#### Druser
Druserna är en grupp av de arabisktalande muslimer som utvecklat en egen variant av ismailitisk shia. De har haft liknande födelsetal som muslimerna runt åtta barn per kvinna men deras nedgång under 1980-talet har varit mycket kraftigare. År 2004 hade druserna för första gången hade ett lägre födelsetal än den judiska befolkningen (2,66). Trenden är dessutom fortsatt nedåtgående och för 2006 var siffran 2,55. Både den kristna och drusiska befolkningen har dock en högre tillväxttakt än den judiska (cirka 2 procent) eftersom båda dessa grupper tidigare haft mycket höga födelsetal och därför stora årskullar nu är i fertil ålder. För de kristna kommer tillväxttakten att vara lägre än den judiska runt 2007 och för druserna runt 2018.
Eftersom muslimerna har högre födelsetal än övriga stiger deras andel ständigt bland befolkningen. 2006 var 82 procent av alla araber muslimer medan 9 procent var kristna och 9 procent druser.

## Större städer
Israels statistiska centralbyrå definierar tre storstadsområden, Tel Aviv (3 040 400 invånare), Haifa (996 000 invånare) och Be'er Sheva (531 600 invånare). Jerusalem hade 2021 en befolkning på 966 210 invånare.
På den israeliska landsbygden bor många människor i olika sorters kollektiv, som kibbutzer, moshaver och jishuv kehilati.[källa behövs]

## Minoriteter
Folket i Israel brukar vanligen delas in i judar, muslimska araber, kristna araber, druser (shiamuslimska araber) och övriga, där bland andra Baha'i-troende ingår. De nomadiska beduinerna räknas oftast in i gruppen muslimska araber, men har helt annan bakgrund och kultur än de andra muslimska araberna.
Enligt judendomen är den jude som har judisk mor, och en som konverterar kan räknas som jude även av annan etnicitet, så det förekommer viss blandning. Den icke-judiska befolkningen är också etniskt blandad, där en stor del har bakgrund i omgivande stater och grupperna hålls främst samman av familj, religion och språk. Huvudspråk i Israel är den moderna hebreiskan, ivrit, som Eliezer Ben-Yehuda konstruerade utifrån bibelhebreiskan som inte längre var ett talspråk. Det är vanligt att både judar och icke-judar kan tala både hebreiska och arabiska i någon mån, de är officiella språk och besläktade. Båda språken studeras obligatoriskt i grundskolan till årskurs 9, men vissa ser ett av språket som "fiendens språk" och lär sig därför mycket lite av det. Många israeler talar även engelska, som krävs för universitetsstudier, och ytterligare något språk från ett tidigare hemland. Det finns både äktenskap och relationer tvärs över folkgruppsgränserna men även mycket misstro. I undersökningar 2004–06 angav 30 procent av araberna att staten Israel som demokratisk judisk stat inte har rätt att existera och 68 procent av judarna att de inte skulle vilja bo i samma hus som en arab på grund av fruktan för sin säkerhet. Ändå föredrar 77 procent av araberna att bo i Israel framför i en palestinsk stat. Misstron har sin konkreta grund i terrorattacker, vedergällningar som drabbat oskyldiga, men också propaganda och manipulation. Det har konstaterats avsiktliga felöversättningar av exempelvis Talmud, som kan vilseleda dem som inte behärskar det andra språket, och sprids snabbt med moderna media.

### Judar
Landets judiska befolkning, som utgör majoritet, består av två huvudgrupper: De så kallade ashkenasiska judarna, som invandrade från Europa och de sefardiska judarna som har ett asiatiskt och afrikanskt ursprung. De europeiska judarna dominerade i den sionistiska rörelsen, som var central i upprättelsen av Israel, och har senare förblivit en politisk och kulturell elit i landet. Bland judar finns en sed att hålla reda på sitt släktträd bättre än hos andra folk, och veta vilken grupp man tillhör, speciellt om man tillhör Kohensläkt eller ej.
Enligt Lagen om återvändande (Law of Return) kan alla judar som vill, bli medborgare i Israel. Kriteriet för att räknas som jude kan baseras på såväl religion som etnicitet. Detta innebär att människor som lever helt icke-judiskt och inte bekänner sig till den judiska religionen kan bli medborgare i Israel direkt vid ankomst om de kan visa att de härstammar från judar två släktled bakåt i tiden, enligt jus sanguinis. Messianska judar och konvertiter till andra religioner får inte medborgarskap med enkelhet som andra judar, men kan få uppehållstillstånd och sedan – som vem som helst – ansöka om det efter 3 års bosättning.
De "ultraortodoxa" harediska judarna bildar ofta egna samhällen och tar inte del i staten Israels samhälle, vilket betraktades som gudlöst. Därför finns en ökande fattigdom bland denna grupp, som uppskattas till 250 000 familjer. 61 procent av de harediska kvinnorna uppskattas ha arbetat 2009.

### Araber
Omkring 16 procent har arabiska som förstaspråk. Befolkningen är inte etniska araber (från Arabien) mer än undantagsvis, utan till stor del ättlingar till arameisktalande och andra folk omkring Levanten, men tog till sig arabiskan genom att islamiska expansionen medförde erövring av regionen omkring år 640, och arabiska började bli ett administrativt språk såväl som religiöst. Som i övriga områden i imperiet gavs det privilegier till dem som delade härskarnas religion och språk, vilket ledde till islamisering.
Den arabisktalande befolkningen består dels av människor som bor i sina ursprungliga byar, eller är nomader, dels av sådana som 1948 flydde eller fördrevs från sina hem och hamnade i den del av Palestina som kom att ingå i staten Israel. Dessa har definierats som ”närvarande frånvarande” ("present absentee") och har inte tillåtits återvända till sina hem. Deras fastigheter och jord har konfiskerats av staten.
Den arabiska befolkningen 2012 enligt etnisk gruppering är cirka 20,6 procent av Israels befolkning eller cirka 1 638 500 personer. Cirka 9 procent är druser, 9 procent kristna, 12 procent beduiner och 70 procent övriga muslimska araber av olika härstamning, och grupperna är sinsemellan disparata. Beduinerna är till stor del nomader i Negevöknen. 46 procent av den arabiska befolkningen bor i den nordliga regionen, ofta i arabiska byar. 98 procent av omdiskuterade östra Jerusalems arabiska befolkning har israeliskt medborgarskap eller uppehållstillstånd. 33 procent av hela Jerusalems befolkning betecknas som arabisk.
Enligt israelisk lag och deklarationer ska diskriminering på grund av ras, religion eller kön inte få förekomma, avseende rättigheter. Däremot är araberna, utom druserna, befriade från militärtjänst. Vanliga judar uttrycker ofta strävan att leva i fred i ett modernt demokratiskt samhälle men den yttre konflikten återspeglas ibland även internt, och arabiska medborgare uttrycker ibland att de känner sig begränsade och i praktiken med mindre rättigheter än judarna, och känner sig misstänkliggjorda på grund av terroristers gärningar. 
Debattören Susan Nathan uppgav 2005 att den arabiska minoriteten i Israel på en mängd områden är allvarligt diskriminerad. Den har sämre skolor och sämre möjligheter till anställningar. I de palestinska städerna och byarna trängs människorna ihop på små ytor. De har inte rätt att expandera. Många byar och städer betraktas av myndigheterna som illegala och saknar därför el, vatten och avlopp. 93 procent av Israels mark är statlig och avsedd för judars bosättning. Sju procent är privat och teoretiskt tillgänglig för palestinier.
Arbetslösheten för arabiska män är på samma nivå som för judar, 5-6 procent, men 17 procent av de arabiska kvinnorna är helt utan sysselsättning av olika skäl, bara 26 procent hade heltidsanställning. Bland kristna och drusiska araber är arbetslösheten mycket lägre än resten. Genomsnittslönen är lägre, till stor beroende på lägre utbildningsnivå och brist på arbete i närområdet till hemorten. Således kan det vara arbetsgivaren som har fördel vid lönesättningen. På Västbanken är arbetslösheten 17 procent år 2012, och därför har israel beslutat öka antalet arbetstillstånd inom Israel till 40 000 och ytterligare 25 000 i de omstridda zonerna. Detta är emellertid långt ifrån de 200 000 som var fallet före andra intifadan. Arbetslösheten i Gazaområdet var 2012 omkring 30 procent, vilket är i nivå med Nordmakedonien och Spanien.
Ett bekymmer som israeliska myndigheter adresserat är den höga arbetslösheten bland de 70 procent unga arabiska kvinnor som inte har barn. Det förklaras med många gymnasieavhopp (41 procent år 2010), få som går någon yrkesutbildning, dåliga kunskaper i hebreiska i tal och skrift om de studerat på arabisk skola, och svaga datorkunskaper jämför med judiska kvinnor. Dessutom anges att de arabiska och etiopisk-judiska kvinnorna också hindras av sin omgivning: stora familjer, kulturella hinder för yrkesarbete, diskriminering, låg utbildning, egen subkultur med annat språk och från samhällets sida erbjuds begränsat med anpassade arbeten och förväntningarna påverkas av stereotyper. 
Beträffande hälsan är graden av fetma dubbelt så stor (41 procent), bland arabiskorna än bland judinnorna 22 procent. Bland männen är rökning ett större problem, 52 procent mot judarnas 28 procent, och medellivslängden 76,8 år jämfört med 80,4 under 2012. Däremot är skillnaderna i sysselsättningsgrad och hälsa försumbara för araber med akademisk examen.
Speciellt efter andra intifadan har reglerna skärpts för palestinier. Det har gjorts svårare för medborgare i Israel att gifta sig med medborgare i omgivande länder, med hänvisning till risken för antiisraeliska aktioner. De palestinier som bor utanför men som har arbete inne i Israel kan vanligen få genomgå daglig säkerhetskontroll vid gränsen, speciellt vid Gaza. För att minska behov av pendlande har israeliska myndigheter gett möjlighet till övernattning.
Israels regering gör samtidigt olika åtgärder för jämlikhet och utjämning inom landet, att minska skillnader i standard mellan judar och araber, exempelvis i skolväsendet.
Staten Israels befolkning var i maj 2007 cirka 7,2 miljoner: 76,5 procent judar, 4 procent associerad med den judiska befolkningen (vanligtvis immigranter från före detta Sovjetunionen med judiskt påbrå) och 19,5 procent muslimer och kristna. Till stor del överensstämmer etnicitetsindelningen med religiös bekännelse. Vanligen är kristna och muslimer etniskt icke-judar.
Befolkningstillväxten har under åren fluktuerat kraftigt mest beroende på förändrad invandring (både arabisk och judisk). Sedan 1980-talet har Israels befolkning i genomsnitt växt med 2,2 procent om året. Tillväxttakten år 2005 uppgick till 1,6 procent vilket är betydligt lägre än under 1990-talet, då stor invandring av judar från före detta Sovjetunionen ägde rum samt en betydande invandring av palestinier (cirka 130 000). Medan invandringen från före detta Sovjetunionen stagnerat och idag utgör mindre än hälften av alla immigranter har den palestinska invandringen i princip upphört då Israel infört mycket hårda invandringslagar gällande dessa.
Israeliska medborgare har förbjudits inresa av sexton länder: Algeriet, Bangladesh, Brunei, Irak, Iran, Jemen, Kuwait, Libanon, Libyen, Malaysia, Oman, Pakistan, Saudiarabien, Sudan och Syrien. Hälften av dessa länder förbjuder även inresa av andra länders medborgare som har israeliska stämplar i sina pass.

## Migration
"Alija" är invandringen av judar från den judiska diasporan till Israel.
| Land           | 2019   | 2020   | 2021   |
| Ryssland       | 15 821 | 6 644  | 7 500  |
| Ukraina        | 6 190  | 2 937  | 3 000  |
| Frankrike      | 2 227  | 2 407  | 3 500  |
| USA            | 2 481  | 2 296  | 4 000  |
| Etiopien       |        |        | 1 636  |
| Argentina      | 411    | 551    | 900    |
| Brasilien      | 589    | 512    | 550    |
| Storbritannien | 498    | 459    | 650    |
| Sydafrika      | 343    | 269    | 550    |
| Kanada         | 217    | 236    | 400    |
| Mexiko         | 127    |        | 290    |
| Belarus        | 924    | 625    |        |
| Georgien       |        | 229    |        |
| Venezuela      |        | 174    |        |
| Uzbekistan     |        | 147    |        |
| Kazakstan      |        | 139    |        |
| Moldavien      |        | 130    |        |
| Övriga         |        | 1,921  |        |
| Totalt         | 33 247 | 21 820 | 27 050 |

### Assimilering och integration
Israels tidiga år kännetecknades av konsolidering av det vunna territoriet och strikt planering. Nya städer anlades för att befolka landet. Nya byar, kibbutzer, vägar, vattenreservoarer och inte minst skogar anlades. Detta samtidigt som hundratusentals judiska flyktingar från arabländerna och överlevande från Förintelsen i Europa anlände till landet.
Assimileringen av dessa påbörjade utvecklingen av en israelisk identitet förknippad med symbolladdad judisk historia, hebreiskt vardagsspråk och sammansvetsning av judiska interetniciteter, allt i enlighet med det sionistiska projektet om den ”nye juden”. Projektet var inte bara ideologiskt utan sågs som en nödvändighet för att skapa en stabil stat med en fungerande produktionsapparat. Att modernisera och homogenisera den judiska befolkningen kan alltså även betraktas som ett försök att snabbt skapa en modern arbetsmarknad. Eftersom vissa grupper anlände med mindre kulturellt och ekonomiskt kapital och därför fick sämre positioner på arbetsmarknaden underkommunicerades etniciteter för de inte skulle förknippas med en specifik klass. Ett led i detta blev den statistiska kategoriseringen av befolkningen där grupper skapades statistiskt och diskursivt efter statens vilja att kunna forma medborgarnas sociala uppfattning och verklighet. Idag identifierar sig en tredjedel av landets befolkning med den etnokulturella kategorin Mizrachim som den israeliska staten skapade vid landets tillkomst för att kunna ”bearbeta” icke-europeiska judar (mizracher kallas ofta felaktigt för sefarder, vilket betecknar judiska grupper äldre än staten Israel.).

### Binationella äktenskap
En juridisk bestämmelse känd som Medborgarskaps- och invandringslagen instiftad av Knesset 31 juli 2003 tillåter inte att en palestinier från Västbanken eller Gazaremsan får erhålla israeliskt medborgarskap eller inbyggarrätt genom giftermål. Lagen tillåter dock barn födda i sådana äktenskap att vistas i landet till 12 års ålder, då de blir tvungna att lämna landet. Lagen gäller såväl arabiska som judiska medborgare i Israel men har mest praktisk betydelse för arabiska Israel-medborgare då dessa i större utsträckning än israeliska judar ingår äktenskap med palestinier från Västbanken och Gaza. Lagen instiftades på ett års prövotid men har förlängts med smärre ändringar alltsedan dess, däribland att lagen begränsas till att gälla män under 35 år och kvinnor under 25.
När lagen formulerades hänvisade regeringen till "information framförs av säkerhetsstyrkorna, vilka menade att terrororganisationer försöker enrollera palestinier som redan har eller kommer att få israeliska papper och att säkerhetsstyrkorna hade svårigheter i att se skillnad på palestinier som kan tänkas hjälpa terroristerna och de som inte skulle göra det." 2006 bifölls lagen återigen i HD med sex röster mot 5. Israels chefsdomare Aharon Barak anslöt sig till minoriteten och menade att "Detta brott mot individens rättigheter riktas mot arabiska medborgare i Israel. Som en följd därav är lagen ett brottstycke mot rätten till jämlikhet för Israels arabiska befolkning."
Zehava Gal-On, en av grundarna av B'tselem tillika Knesset-ledamot var, efter lagstiftandet, av den åsikten att domstolen "skulle kunnat fatta ett modigare beslut och inte sänka oss till nivån hos en apartheidstat." Lagen kritiseras även av Amnesty International och Human Rights Watch som menar att den får till följd att palestinska familjer splittras.
Lagen var när den introducerades 2003 tillfällig och blev automatiskt ogiltig efter ett år. Det israeliska parlamentet har dock årligen förlängt dess giltighet med ett år fram till juli 2021 då regeringen inte lyckades samla en majoritet till stöd för en ny förlängning. Lagen återintroducerades dock i mars 2022 och förlängdes i mars 2023.

## Religion
År 1990 utgjorde de ultraortodoxa judarna fem procent av Israels befolkning – 30 år senare, år 2020 utgjorde gruppen 12 procent av den israelisk-judiska befolkningen.
| Religiös grupp | Antal     | %    |
| -------------- | --------- | ---- |
| Judar          | 6 697 000 | 74,2 |
| Muslimer       | 1 605 700 | 17,8 |
| Kristna        | 180 400   | 2,0  |
| Druser         | 143 000   | 1,6  |
| Övriga         | 394 900   | 4,4  |

## Prognoser
Israel uppnådde 9 miljoner invånare 2019, jämfört med 806 000, år 1948. Enligt statistikprognoser för Israel spås befolkningen uppgå till 15,2 miljoner vid hundraårsjubileet, 2048, eller till och med 36 miljoner till 2050 beroende på utfallet av den summerade fruktsamheten. Framför allt märks den höga fruktsamheten bland ultraortodoxa judar (6,5 barn per kvinna).